# Levéldarázs-alkatúak
A levéldarázs-alkatúak (Tenthredinoidea) a hártyásszárnyúak (Hymenoptera) rendjébe sorolt növényevő darazsak (ülőpotrohú hártyásszárnyúak) alrendjének egyik öregcsaládja.

## Származásuk, elterjedésük
A legősibb hártyásszárnyúak (Hymenoptera) közé tartoznak. Megtalálhatók mindenütt, ahol csak növények nőnek. A rovarcsaládok elsöprő többségétől eltérően az északi mérsékelt övben több és változatosabb alakú fajuk él, mint a trópusokon.

## Megjelenésük, felépítésük
Könnyen felismerhetők arról, hogy toruk szélesebb felületen potrohukhoz nőtt. Külsejük méhekre, illetve más darazsakra emlékeztet, de nincs fullánkjuk.
Fejük szélesebb, mint amilyen hosszú. Rágó szájszervük az édes nedvek felnyalására is alkalmas, ezért gyakran látni őket virágokon. Csápjaik három- vagy többtagúak.
Elülső lábszáraikon két tüskét, sarkantyút viselnek.
A nőstények tojócsöve rövid, fűrészszerű.
Lárváik nagyon hasonlítanak a lepkék hernyóihoz, ezért álhernyóknak nevezik őket. Három pár igazi, testük elülső felén nőtt lábukon kívül még legalább öt pár állábuk is van; ennek alapján a valódi hernyóktól jól megkülönböztethetők. Fejük gömbölyű, a szemük kerek.

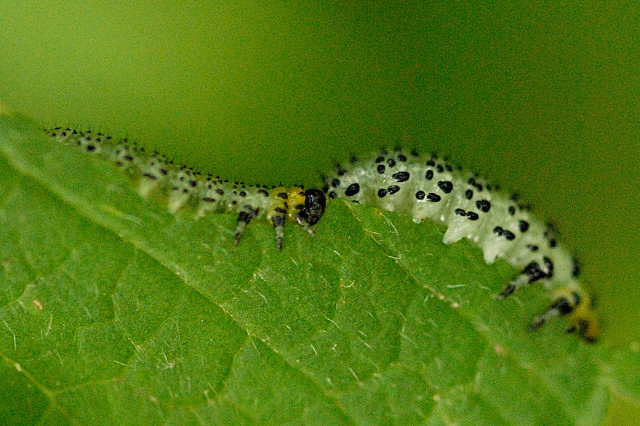
Köszméte-levéldarázs (Nematus ribesii) lárvái

## Életmódjuk, élőhelyük
Főleg nappal aktívak. A legtöbb faj virágporral táplálkozik, de vannak ragadozók is. A nőstények tojócsövükkel ejtenek sebet a kiválasztott gazdanövényen, majd a sérülésbe rakják le petéiket.
Lárváik növényevők.